# 4449-es mellékút (Magyarország)
A 4449-es számú mellékút egy csaknem 9 kilométer hosszú, négy számjegyű országos közút Csongrád-Csanád vármegye Szentesi járásának területén; Árpádhalom községet köti össze az északnyugati szomszédságában fekvő Fábiánsebestyénnel, illetve a Szentes-Nagyszénás-Kondoros közt húzódó 4642-es úttal. Nagyrészt párhuzamosan húzódik a már évtizedekkel ezelőtt megszüntetett és el is bontott Fábiánsebestyén–Árpádhalom-vasútvonal egykori nyomvonalával.

## Nyomvonala
Fábiánsebestyén központjának déli részén ágazik ki a 4642-es útból, kevéssel annak 53. kilométere előtt, dél felé; ugyanott ágazik ki az útból észak felé a 4403-as út is, Eperjes irányában. Néhány lépés után keresztezi a MÁV 147-es számú Kiskunfélegyháza–Orosháza-vasútvonalát, Fábiánsebestyén megállóhely térségének nyugati végénél, majd ki is lép a belterületről. Bő fél kilométer után nagy sugarú ívben délkelet felé kanyarodik, de amire eléri a másfeledik kilométerét, visszatér a déli irányhoz.
3,6 kilométer után átlép Nagymágocs területére, ahol újra egy kicsit keletebbi irányt vesz. Külterületi, tanyás jellegű településrészek – Lajostanya, Kőszegimajor stb. – között halad, a település központját messze (kb. 5-6 kilométerre északra) elkerüli, oda szilárd burkolatú leágazása sincs. 6,8 kilométer után egészen keleti irányba fordul és nemsokára át is lépi a következő település, Árpádhalom határát. A 8,500-as kilométerszelvénye táján elhalad az egykori Fábiánsebestyén–Árpádhalom-vasútvonal végállomási épületei mellett, majd még a község nyugati külterületein véget is ér, beletorkollva a 4448-as út 7,250-es kilométerszelvényénél lévő derékszögű kanyarulatba.
Teljes hossza, az országos közutak térképes nyilvántartását szolgáló kira.gov.hu adatbázisa szerint 8,792 kilométer.

## Települések az út mentén
- Fábiánsebestyén
- Nagymágocs
- (Árpádhalom)